# Groupe de Weil
En mathématiques, un groupe de Weil, introduit par André Weil en 1951, est une variante du groupe de Galois absolu d'un corps local ou global, utilisé dans la théorie des corps de classes. Le groupe de Weil d'un tel corps F est généralement noté WF. Il existe également des variantes « de niveau fini » des groupes de Galois : si E/F est une extension finie, alors le groupe de Weil relatif de E/F est WE/F = WF/WEc (où l'exposant c désigne le groupe dérivé).
Pour plus d'informations sur les groupes de Weil, on pourra se référer à (Artin et Tate 2009), à (Tate 1979) ou (Weil 1951).

## Formation de classes
Le groupe de Weil d'une formation de classes avec desclasses fondamentales uE/F ∈ H2(E/F, AF) est une sorte de groupe de Galois modifié, utilisé dans diverses formulations de théorie des corps de classes, et en particulier dans le programme de Langlands.
Si E/F est une couche normale, alors le groupe de Weil (relatif) WE/F de E/F est l'extension
1 → AF → WE/F → Gal(E/F) → 1
correspondant (en utilisant l'interprétation des éléments du deuxième groupe de cohomologie comme des extensions centrales) à la classe fondamentale uE/F dans H2(Gal(E/F), AF). Le groupe de Weil de l'ensemble de la formation est défini comme étant la limite inverse des groupes de Weil de toutes les couches G/F, pour F un sous-groupe ouvert de G.
L'application de réciprocité de la formation de classe (G,A) induit un isomorphisme de AG sur l'abélianisation du groupe de Weil.

## Corps local archimédien
Pour les corps locaux archimédiens, le groupe de Weil est facile à décrire :
- pour C c'est le groupe C× des nombres complexes non nuls,
- pour R c'est une extension non scindée du groupe de Galois d'ordre 2 par le groupe des nombres complexes non nuls ; il peut être identifié avec le sous-groupe C× ∪ jC× des quaternions non nuls.

## Corps fini
Pour les corps finis, le groupe de Weil est cyclique infini. Un générateur distingué est fourni par l'automorphisme de Frobenius. Certaines conventions terminologiques, comme la notion de Frobenius arithmétique (en), remontent ici au choix d'un générateur (comme le Frobenius ou son inverse).

## Corps local
Pour un corps local de caractéristique p > 0, le groupe de Weil est le sous-groupe du groupe de Galois absolu formé des éléments qui agissent comme une puissance de l'automorphisme de Frobenius sur le corps constant (qui est la réunion de tous les sous-corps finis).
Pour les corps p-adiques, le groupe de Weil est un sous-groupe dense du groupe absolu de Galois ; il est formé de tous les éléments dont l'image dans le groupe de Galois du corps résiduel est une puissance entière de l'automorphisme de Frobenius.
Plus précisément, dans ces cas, on ne donne pas au groupe de Weil la topologie induite, mais plutôt une topologie plus fine. Cette topologie est définie en munissant le sous-groupe d'inertie de sa topologie induite et en imposant qu'il soit un sous-groupe ouvert du groupe de Weil. (La topologie qui en résulte est localement profinie (en).)

## Corps de fonctions
Pour les corps globaux de caractéristique p > 0 (corps de fonctions), le groupe de Weil est le sous-groupe du groupe de Galois absolu formé des éléments qui agissent comme une puissance de l'automorphisme de Frobenius sur le corps constant (la réunion de tous les sous-corps finis).

## Corps de nombres
Pour les corps de nombres, on ne connaît pas de construction « naturelle » du groupe de Weil qui n'utilise pas de cocycles pour construire l'extension. L'application du groupe de Weil vers le groupe de Galois est surjective et son noyau est la composante neutre du groupe de Weil, qui est assez compliquée.

## Groupe de Weil-Deligne
Le schéma en groupes de Weil–Deligne (ou simplement groupe de Weil–Deligne) W′K d'un corps local non archimédien K est une extension du groupe de Weil WK par le schéma en groupes additif de dimension un Ga, introduite par (Deligne 1973, 8.3.6) Dans cette extension le groupe de Weil agit sur le groupe additif par
{\displaystyle \displaystyle wxw^{-1}=||w||x}
où w agit sur le corps résiduel de cardinal q comme a → a||w|| avec ||w|| une puissance de q.
La correspondance de Langlands locale pour GLn sur K (maintenant prouvée) exprime qu'il existe une bijection naturelle entre les classes d'isomorphisme des représentations irréductibles admissibles de GLn(K) et certaines représentations de dimension n du groupe de Weil-Deligne de K.
Le groupe de Weil-Deligne apparaît souvent à travers ses représentations. Dans de tels cas, le groupe Weil-Deligne est parfois considéré comme WK × SL(2,C) ou WK × SU(2,R), ou est simplement omis et les représentations de Weil-Deligne de WK sont utilisées à sa place.
Dans le cas archimédien, le groupe Weil-Deligne est simplement défini comme étant le groupe de Weil.